# 張其強
張其強（1976年—），現任新北市政府副秘書長。

## 簡歷

### 求學時期
小、中學就讀私立再興中學、天主教徐匯中學，淡江大學大眾傳播學系學士，國立臺灣科技大學管理學碩士。

### 媒體工作經歷
曾任中華電視公司記者、召集人、製作人、《華視晚間新聞》週六日主播、節目部副理，曾任世新大學講師。之後應邀至年代新聞台、TVBS新聞台，擔任採訪中心主任、副理、經理、資深製作人等職。

### 從政經歷
- 2009年，任桃園縣政府縣長室機要秘書、桃園縣政府觀光行銷處處長、首任桃園縣政府觀光行銷局局長。
- 2011年，出任臺北市政府發言人。
- 2015年，新北市市長朱立倫接任中國國民黨主席，出任黨主席辦公室主任。
- 2016年，出任新北市政府新聞局局長。
- 2018年，侯友宜當選新北市市長，出任新北市政府觀光旅遊局局長。
- 2021年，出任新北市政府副秘書長。
- 2022年，擔任侯友宜競選連任辦公室執行長。
- 2023年，出任中國國民黨副秘書長。
- 2024年，回任新北市政府副秘書長(卸任中國國民黨副秘書長)。

## 獲獎記錄
•2008年任職TVBS，獲頒第七屆卓越新聞獎 電視類《新聞採訪報導獎》
•2012年任職台北市政府發言人，獲財團法人公共關係基金會頒發年度《優異發言人獎》
•2018年任職新北市新聞局長，新聞局獲財團法人公共關係基金會，以臉書社群〝我的新北市〞頒發年度《品牌傳播獎》
•2020年任職新北市觀光旅遊局長，觀旅局獲財團法人公共關係基金會，以旅遊行銷〝淡蘭古道〞頒發年度《品牌傳播獎》

•2020年任職新北市觀光旅遊局長，以「行銷創新」獲選2020年全國《百大MVP經理人》

## 家庭
其妻前華視主播莊開文，夫妻育有一對雙胞胎兒子